# بلین، کنت
بلین، کنت (به انگلیسی: Blean) یک روستا در بریتانیا است که در شهر کنتربری واقع شده‌است. بلین ۱۳٫۶۷ کیلومتر مربع مساحت و ۵٬۵۸۹ نفر جمعیت دارد.